# Правдинська селищна рада
Правдинська селищна рада (біл. Праўдзінскі пасялковы савет) — колишня адміністративно-територіальна одиниця в складі Пуховицького району розташована в Мінській області Білорусі. Адміністративний центр — селище Правдинський.
Правдинська селищна рада розташовалась в центральній частині Білорусі, і в центрі Мінської області орієнтовне розташування — супутникові знимки, на захід від районного центру Мар'їна Горка.
Рішенням Мінської обласної ради депутатів від 29 червня 2006 року, щодо змін адміністративно-територіального устрою Мінської області, були ліквідовані:
- Сергієвицька сільська рада, а села Барбарове • Волосач • Дуброво • Ковалевичі • Кристампілля • Кукига • Лебедине • Малинівка • Пристань • Сергієвичі • Слопищі • Теребель передані до складу Правдинської селищної ради.

З тих пір до складу селищної ради входили 13 населених пунктів:
- селище Правдинський • Барбарове • Волосач • Дуброво • Ковалевичі • Кристампілля • Кукига • Лебедине • Малинівка • Пристань • Сергієвичі • Слопищі • Теребель.

Рішенням Мінської обласної ради депутатів від 28 травня 2013 року, щодо змін адміністративно-територіального устрою Мінської області, селищна рада була зліквідована, а села передані до складу Новопольської сільської ради.